# Mariví Eizaguirre
María Victoria Eizaguirre Ballesteros (Deva, Guipúzcoa, 18 de diciembre de 1966), conocida cono Mariví Eizaguirre, es una psicóloga y política española, juntera en las Juntas Generales de Guipúzcoa y coordinadora general y portavoz de Podemos-Ahal Dugu San Sebastián.

## Biografía
Estudió la licenciatura en psicología en la Universidad del País Vasco. Ha trabajado como psicóloga, como auxiliar administrativa y como responsable de secretarías internacionales.
Eizaguirre siempre ha estado vinculada a los movimientos ciudadanos y participa activamente en el movimiento feminista. Es parte del partido Podemos desde sus inicios alrededor del año 2014. En las elecciones a las Juntas Generales de Guipúzcoa de 2015 fue en la lista de Podemos, pero no obtuvo escaño en las Juntas Generales de Guipúzcoa.
En las elecciones a las Juntas Generales de Guipúzcoa de 2019 fue la cabeza de lista por la circunscripción de Deva-Urola por la coalición Elkarrekin Podemos (Podemos, IU, Equo). Obtuvo escaño como juntera en el Parlamento foral, durante la XI Legislatura. Fue elegida miembro de la mesa del parlamento, como secretaria primera de la mesa, con Xabier Ezeizabarrena como presidente de la cámara foral.
Además de miembro de la mesa del parlamento, durante la XI Legislatura, Eizaguirre también fue miembro de la Junta de Portavoces, de la comisión de reglamento, de la comisión permanente, de la comisión para la igualdad entre hombres y mujeres y de la comisión de derechos humanos.
Es miembro del consejo ciudadano municipal de San Sebastián desde sus inicios. En diciembre de 2020, Eizaguirre fue elegida como portavoz y líder de Podemos San Sebastián y coordinadora general del partido en la capital guipuzcoana, sucediendo al director y guionista Iosu del Moral.
En las elecciones a las Juntas Generales de Guipúzcoa de 2023 volvió a ser la cabeza de lista por la circunscripción de Donostialdea-San Sebastián por la coalición Elkarrekin Gipuzkoa (Podemos, IU, Equo y Alianza Verde). Obtuvo escaño como juntera en el Parlamento foral, durante la XII Legislatura.

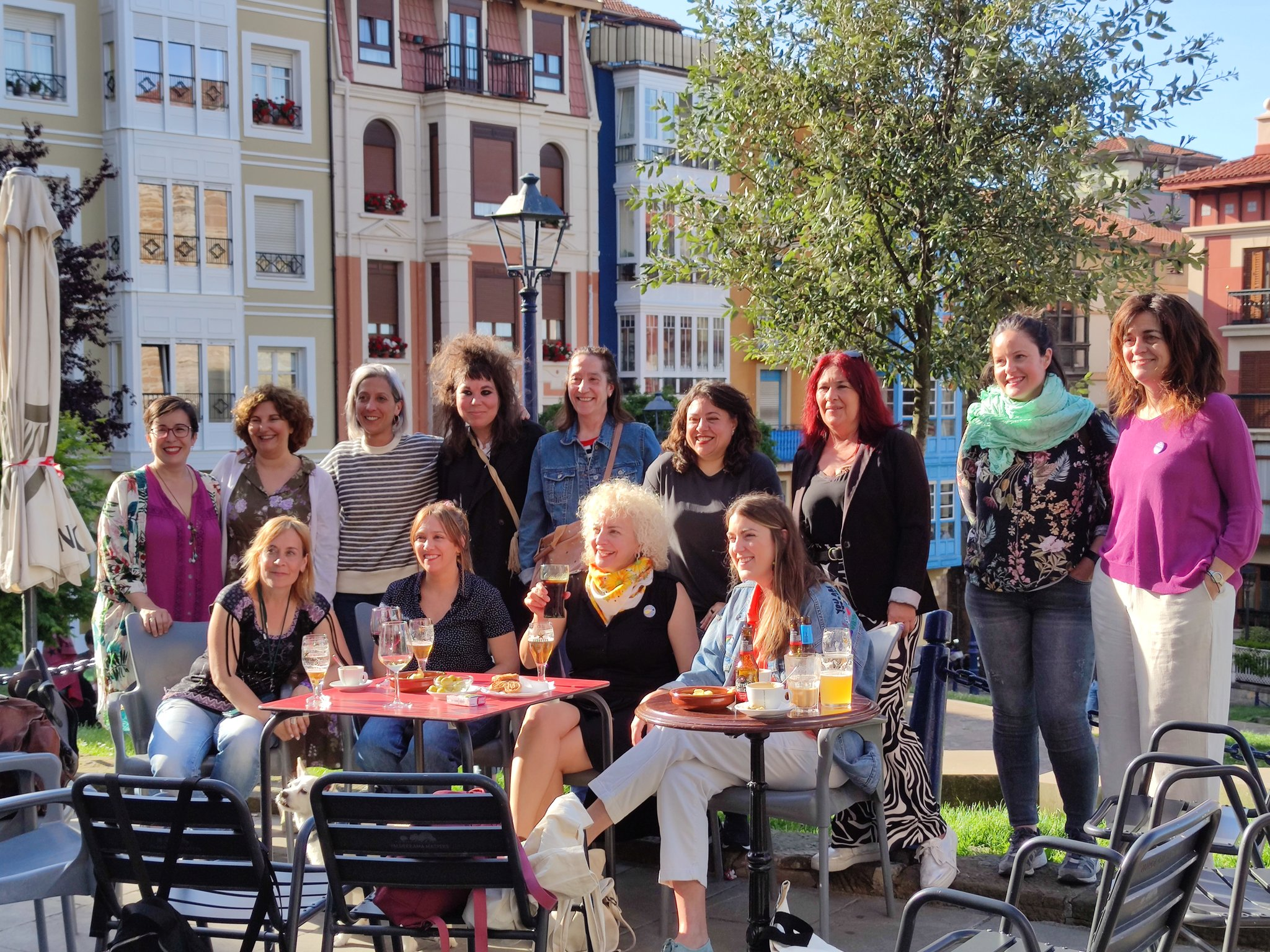
Encuentro Feminista de Podemos Euskadi (Santurce, 2023). Entre otros, Paula Amieva, Pilar Garrido, Eneritz de Madariaga, Natalia Rey, Montserrat Roca, Soraya Pereira, Ángela Sevilla, Mariví Eizaguirre, Ainhoa Lopera, Isabel González y Alba García.

En la XII Legislatura de las Juntas Generales de Guipúzcoa, Eizaguirre fue elegida miembro de la mesa del parlamento, como secretaria segunda de la mesa, con Xabier Ezeizabarrena como presidente de la cámara foral. En la constitución de la mesa del parlamento, Eizaguirre contó con la presencia de la ministra Ione Belarra, como apoyo a su elección.

## Vida personal
Actualmente vive en el barrio de Gros (San Sebastián). Eizaguirre se declara feminista y defensora de la legislación en materia de violencia contra las mujeres.
Eizaguirre ha sido gran defensora de la Ley Orgánica de Garantía Integral de la Libertad Sexual («Ley del sólo sí es sí») y de las medidas en materia de protección de la libertad de las mujeres.